# Malik Abdurazzoqov
Malik Abdurazzoqovich Abdurazzoqov (ros. Малик Абдуразаков, ur. 1919, zm. 15 czerwca 1973 w Taszkencie) – działacz partyjny Uzbeckiej SRR.

## Życiorys
W latach 1933–1940 pracował jako nauczyciel, dyrektor szkoły i inspektor miejskiego oddziału edukacji narodowej w Namanganie, 1938 ukończył szkołę pedagogiczną w Namanganie, od 1940 należał do WKP(b). W latach 1940–1944 był funkcjonariuszem Komsomołu, 1944 został sekretarzem KC Komsomołu Uzbekistanu, następnie do 1948 był II sekretarzem KC Komsomołu Uzbekistanu, 1948 zaocznie ukończył Wyższą Szkołę Partyjną przy KC WKP(b). Od 1948 do stycznia 1951 był I sekretarzem Kaszka-daryjskiego Obwodowego Komitetu Komunistycznej Partii (bolszewików) Uzbekistanu, od stycznia 1951 do grudnia 1952 I sekretarzem KC Komsomołu Uzbekistanu, od grudnia 1952 do kwietnia 1955 I sekretarzem Komitetu Miejskiego Komunistycznej Partii Uzbekistanu w Taszkencie, a od kwietnia 1955 do lutego 1961 sekretarzem KC KPU. Od lutego 1961 do stycznia 1963 był I sekretarzem Taszkenckiego Komitetu Obwodowego KPU, od stycznia 1963 do grudnia 1964 I sekretarzem Taszkenckiego Wiejskiego Komitetu Obwodowego KPU, od grudnia 1964 do stycznia 1970 ponownie I sekretarzem Taszkenckiego Komitetu Obwodowego KPU, a od stycznia 1970 do śmierci ministrem zapasów Uzbeckiej SRR. Był deputowanym do Rady Najwyższej ZSRR 5 kadencji. 4 sierpnia 1969 został odznaczony Orderem Czerwonego Sztandaru Pracy.